# Haruka Kitaguchi
Haruka Kitaguchi (北口榛花?, Kitaguchi Haruka; Asahikawa, 16 marzo 1998) è una giavellottista giapponese.

## Carriera
Nel 2023 ai mondiali di Budapest si è aggiudicata la medaglia d'oro con una misura di 66,73 metri, mentre l'anno successivo ha conquistato il gradino più alto del podio alle Olimpiadi di Parigi.

## Palmarès
| Anno | Manifestazione  | Sede      | Evento                 | Risultato | Prestazione | Note                                     |
| ---- | --------------- | --------- | ---------------------- | --------- | ----------- | ---------------------------------------- |
| 2015 | Mondiali U18    | Cali      | Lancio del giavellotto | Oro       | 60,35 m     | Miglior prestazione personale            |
| 2016 | Mondiali U20    | Bydgoszcz | Lancio del giavellotto | 8ª        | 52,15 m     |                                          |
| 2017 | Universiadi     | Taipei    | Lancio del giavellotto | 10ª       | 56,30 m     |                                          |
| 2019 | Universiadi     | Napoli    | Lancio del giavellotto | Argento   | 60,15 m     |                                          |
| 2019 | Mondiali        | Doha      | Lancio del giavellotto | 13ª (q)   | 60,84 m     |                                          |
| 2021 | Giochi olimpici | Tokyo     | Lancio del giavellotto | 12ª       | 55,42 m     |                                          |
| 2022 | Mondiali        | Eugene    | Lancio del giavellotto | Bronzo    | 63,27 m     |                                          |
| 2023 | Mondiali        | Budapest  | Lancio del giavellotto | Oro       | 66,73 m     |                                          |
| 2024 | Giochi olimpici | Parigi    | Lancio del giavellotto | Oro       | 65,80 m     | Miglior prestazione personale stagionale |

## Altre competizioni internazionali
2023
- Vincitrice della Diamond League nella specialità del lancio del giavellotto

2024
- Vincitrice della Diamond League nella specialità del lancio del giavellotto